# جون موراي (مذيع)
جون موراي (بالإنجليزية: John Murray)‏ هو مذيع ومراسل بريطاني، ولد في 4 ديسمبر 1966.